# Kazachska liga w hokeju na lodzie
Kazachska liga w hokeju na lodzie (kaz. Қазақстанның ұсталығы. Жоғарғы Лигасы; Kazakstannyn ustalygy. Żogargy Ligasy, pol. Mistrzostwo Kazachstanu. Wyższa liga; ros. Открытый Чемпионат Республики Казахстан / высшая лига - Otwarte Mistrzostwa Republiki Kazachstanu / Wysszaja Liga) – najwyższy poziom ligowy rozgrywek w hokeju na lodzie w Kazachstanie.

## Historia
Rozgrywki zapoczątkowano w 1992, po rozpadzie ZSRR i utworzeniu suwerennego państwa Kazachstan.

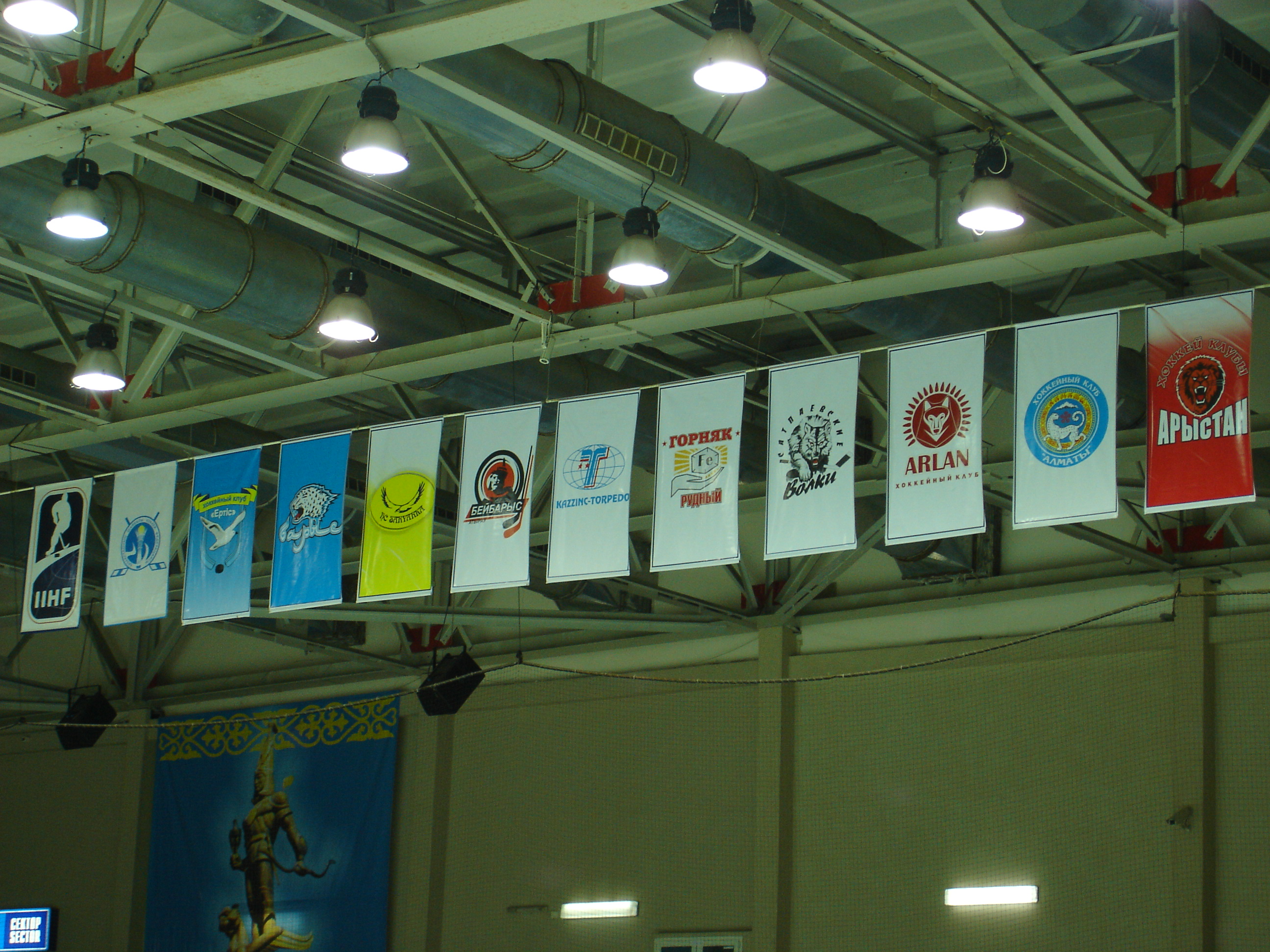
Banery z herbami klubów ligi kazachskiej w hali Jertysu Pawłodar

## Edycje
| Rok  | I miejsce                                                                         | II miejsce                                                                        | III miejsce                                                                       | Sezon zasadniczy         |
| ---- | --------------------------------------------------------------------------------- | --------------------------------------------------------------------------------- | --------------------------------------------------------------------------------- | ------------------------ |
| 1993 | Torpedo Ust-Kamienogorsk                                                          | Awtomobilist Karaganda                                                            | Bułat Temyrtau                                                                    |                          |
| 1994 | Torpedo Ust-Kamienogorsk                                                          | Stroitiel Karaganda                                                               | Bułat Temyrtau                                                                    |                          |
| 1995 | Torpedo Ust-Kamienogorsk                                                          | Bułat Temyrtau                                                                    | Stroitiel Karaganda                                                               |                          |
| 1996 | Torpedo Ust-Kamienogorsk                                                          | Stroitiel Karaganda                                                               | Torpedo Ust-Kamienogorsk 2                                                        |                          |
| 1997 | Torpedo Ust-Kamienogorsk                                                          | Torpedo Ust-Kamienogorsk 2                                                        | Torpedo 1979 Ust-Kamienogorsk                                                     |                          |
| 1998 | Torpedo Ust-Kamienogorsk                                                          | Bułat Temyrtau                                                                    | Torpedo Ust-Kamienogorsk 2                                                        |                          |
| 1999 | Bułat Temyrtau                                                                    | Stroitiel Karaganda                                                               | Amid Rudnyj                                                                       |                          |
| 2000 | Torpedo Ust-Kamienogorsk                                                          | Barys Astana                                                                      | CSKA Temyrtau                                                                     |                          |
| 2001 | Kazcynk-Torpedo                                                                   | Barys Astana                                                                      | CSKA Temyrtau                                                                     |                          |
| 2002 | Kazcynk-Torpedo                                                                   | Barys Astana                                                                      | Kuat Rudnyj                                                                       |                          |
| 2003 | Kazcynk-Torpedo                                                                   | Kazakmys Karaganda                                                                | Jenbiek Ałmaty                                                                    |                          |
| 2004 | Kazcynk-Torpedo                                                                   | Gorniak Rudnyj                                                                    | Kazakmys Karaganda                                                                |                          |
| 2005 | Kazcynk-Torpedo                                                                   | Kazakmys Karaganda                                                                | Gorniak Rudnyj                                                                    |                          |
| 2006 | Kazakmys Karaganda                                                                | Kazcynk-Torpedo                                                                   | Gorniak Rudnyj                                                                    |                          |
| 2007 | Kazcynk-Torpedo                                                                   | Kazakmys Sätbajew                                                                 | Gorniak Rudnyj                                                                    |                          |
| 2008 | Barys Astana                                                                      | Gorniak Rudnyj                                                                    | Kazcynk-Torpedo                                                                   | Irtysz Pawłodar          |
| 2009 | Barys Astana                                                                      | Kazcynk-Torpedo                                                                   | Kazakmys Sätbajew                                                                 | Kazakmys Sätbajew        |
| 2010 | Saryarka Karaganda                                                                | Bejbarys Atyrau                                                                   | Jertys Pawłodar                                                                   | Saryarka Karaganda       |
| 2011 | Bejbarys Atyrau                                                                   | Barys Astana 2                                                                    | Saryarka Karaganda                                                                | Saryarka Karaganda       |
| 2012 | Bejbarys Atyrau                                                                   | Jertys Pawłodar                                                                   | Saryarka Karaganda                                                                | Bejbarys Atyrau          |
| 2013 | Jertys Pawłodar                                                                   | Bejbarys Atyrau                                                                   | Arłan Kokczetaw                                                                   | Arłan Kokczetaw          |
| 2014 | Jertys Pawłodar                                                                   | Arłan Kokczetaw                                                                   | Arystan Temyrtau                                                                  | Jertys Pawłodar          |
| 2015 | Jertys Pawłodar                                                                   | Arłan Kokczetaw                                                                   | Gorniak Rudnyj                                                                    | Arłan Kokczetaw          |
| 2016 | Bejbarys Atyrau                                                                   | Arłan Kokczetaw                                                                   | Kułagier Pietropawłowsk                                                           | Arłan Kokczetaw          |
| 2017 | Nomad Astana                                                                      | HK Temyrtau                                                                       | Arłan Kokczetaw                                                                   | Arłan Kokczetaw          |
| 2018 | Arłan Kokczetaw                                                                   | Nomad Astana                                                                      | HK Temyrtau                                                                       | Nomad Astana             |
| 2019 | Bejbarys Atyrau                                                                   | Nomad Astana                                                                      | Arłan i Kułagier                                                                  | Bejbarys Atyrau          |
| 2020 | Sezon został przerwany w fazie play-off i nieukończony z powodu pandemii COVID-19 | Sezon został przerwany w fazie play-off i nieukończony z powodu pandemii COVID-19 | Sezon został przerwany w fazie play-off i nieukończony z powodu pandemii COVID-19 | Arłan Kokczetaw          |
| 2021 | Saryarka Karaganda                                                                | Arłan Kokczetaw                                                                   | Torpedo i Nomad                                                                   | Torpedo Ust-Kamienogorsk |
| 2022 | Saryarka Karaganda                                                                | Arłan Kokczetaw                                                                   | Bejbarys Atyrau                                                                   | Saryarka Karaganda       |

W trakcie rozgrywania pierwszego etapu fazy play-off z powodu trwającej pandemii COVID-19 w Kazachstanie sezon został przerwany oraz zakończony bez wyłonienia zwycięzcy.

## Uczestnicy
Pierwotnie w rozgrywkach o mistrzostwo Kazachstanu uczestniczył najlepsze zespoły klubowe w kraju. Z czasem kilka z nich przystąpiło do rozgrywek organizowanych w Rosji: do KHL klub Barys Astana (od 2008), zaś do WHL zespoły Kazcynk-Torpedo (od 2011) i Saryarka Karaganda (od 2012). Wskutek tego w narodowej lidze kazachskiej od tego czasu występują drużyny rezerwowe tych klubów. Od sezonu 2010/2011 liga liczy 10 drużyn. Od 2013 rezerwowy klub Barysu Astana występuje pod nazwą Nomad.
W 2019 rozgrywki opuścił Nomad Astana, przyjęty do rosyjskiej WHL. Do sezonu 2019/2020 przyjęto drużynę HK Aktobe oraz uzbecki klub Humo Taszkent. Przed sezonem 2020/2021 z powodu trwającej pandemii COVID-19 dokonano zmian w zakresie liczby uczestników ligi. Ze składu usunięto HK Astana oraz uzbecki Humo Taszkent, a włączono trzy kazachskie zespoły, które zostały wyłączona z rozgrywek rosyjskiej WHL edycji 2020/2021 tj. Nomad Nur-Sutan, Saryarka Karaganda, Torpedo Ust-Kamienogorsk, a także przyjęto drużynę juniorską Barysu, tj. Snieżnyje Barsy, dotychczas występującą w rosyjskich rozgrywkach MHL. Łącznie w rozgrywkach wystartowało 13 drużyn.
| Drużyny w latach 2011-2012 - HK Ałmaty - Arłan Kokczetaw - Arystan Temyrtau - Barys Astana 2 - Bejbarys Atyrau - Gorniak Rudnyj - Jertys Pawłodar - Kazcynk-Torpedo 2 - Kazakmys Sätbajew - Saryarka Karaganda |  | Drużyny w sezonie 2012/2013 - HK Ałmaty - Arłan Kokczetaw - Arystan Temyrtau - HK Astana - Barys Astana 2 - Bejbarys Atyrau - Gorniak Rudnyj - Jertys Pawłodar - Kazcynk-Torpedo 2 - Saryarka Karaganda 2 |  | Drużyny od sezonu 2013/2014 - HK Ałmaty - Arłan Kokczetaw - Arystan Temyrtau - HK Astana - Bejbarys Atyrau - Bierkut Karaganda - Gorniak Rudnyj - Jertys Pawłodar - Kazcynk-Torpedo 2 - Nomad Astana |  | Drużyny od sezonu 2015/2016 - HK Ałmaty - Arłan Kokczetaw - HK Astana - Bejbarys Atyrau - Gorniak Rudnyj - Jertys Pawłodar - Torpedo Ust-Kamienogorsk 2 - Kułagier Pietropawłowsk - Nomad Astana - HK Temyrtau |

| Drużyny od sezonu 2016/2017 - HK Ałmaty - Ałtaj Torpedo Ust-Kamienogorsk - Arłan Kokczetaw - HK Astana - Bejbarys Atyrau - Gorniak Rudnyj - Jertys Pawłodar - Kułagier Pietropawłowsk - Nomad Astana - HK Temyrtau |  | Drużyny w sezonie 2019/2020 - HK Aktobe - HK Ałmaty - Ałtaj Torpedo Ust-Kamienogorsk - Arłan Kokczetaw - HK Astana - Bejbarys Atyrau - Gorniak Rudnyj - Humo Taszkent - Jertys Pawłodar - Kułagier Pietropawłowsk - HK Temyrtau |  | Drużyny od sezonu 2020/2021 - HK Aktobe - HK Ałmaty - Ałtaj Torpedo Ust-Kamienogorsk - Arłan Kokczetaw - Bejbarys Atyrau - Gorniak Rudnyj - Jertys Pawłodar - Kułagier Pietropawłowsk - Nomad Astana - Saryarka Karaganda - Snieżnyje Barsy Nur-Sułtan - HK Temyrtau - Torpedo Ust-Kamienogorsk |